# ライアン・スパイアー
ライアン・アンドルー・スパイアー（Ryan Andrew Speier , 1979年7月24日 - ）は、アメリカ合衆国ケンタッキー州出身の元プロ野球選手（投手）。

## 経歴

### プロ入りとマイナー時代とロッキーズ時代
2001年にコロラド・ロッキーズに入団。
2005年4月4日のサンディエゴ・パドレス戦でメジャーデビュー（8-10とリードされた9回表途中から登板して抑え、その裏ロッキーズが逆転サヨナラ勝ちし初登板初勝利を記録）。
2007年には当時ロッキーズに在籍した松井稼頭央らと共にワールドシリーズに出場。第1戦の5回裏、1-10と大量リードされ、尚も2死満塁の場面で登板したが、3連続押し出し四球を出し1死も取れず降板。ワールドシリーズの登板はこの1試合に終わり、ボストン・レッドソックスに4連敗を喫した。
2008年は開幕をメジャーで迎えるも、3月29日にAAA級コロラドスプリングスに降格し4月6日に再昇格。7月1日に再降格し11日に再昇格。7月28日に再降格し8月20日に再昇格。さらに故障から復帰の際にテスト登板で数試合マイナーで投げたため、計4回デンバーとコロラドスプリングスを行き来し、最終的にメジャーでの自己最多登板数を記録したが、「デンバーとコロラドスプリングスの間に位置するキャッスルロックに家を買おうかな…」というジョークを残した。

### サザンメリーランド・ブルークラブス時代
2009年12月11日に、ワシントン・ナショナルズとマイナー契約を結んだ。
2010年は独立リーグであるアトランティック・リーグのサザンメリーランド・ブルークラブスでプレー。リリーフで56試合に登板し、3勝4敗、防御率3.36。

### 楽天ゴールデンイーグルス時代
2011年は楽天の久米島での春季キャンプにテスト生として参加し、2月16日に入団が発表された。地震の影響で他の外国人選手が帰国する中、スパイアーだけは家族を説得して日本に残り、星野仙一監督から「人生を懸けているし、腹が据わっとる」と評価された。開幕戦から抑えとして起用され、初登板初セーブを記録した。しかし、その後勝ちゲームを壊す機会が増え、抑えの座をダレル・ラズナーに譲った。11月22日に戦力外通告を受け、11月29日に自由契約公示がなされた。

### 楽天退団後
2012年には、再びサザンメリーランドに復帰し、1年間プレーした。

## 選手としての特徴
小さな腕の振りの変則モーションから平均球速89mph（約143km/h）、最速94mph（約151km/h）のクセのある速球（シンカー）とスライダー、チェンジアップ、カーブを投げ分ける。右打者の外側へ投げるスライダーと強いシュート回転をかけるシンカーを主体とするため右打者に強いが、変則モーションからのクセ球を主体とするため制球が定まらないことも多い。2008年以降はカーブを投げておらず、投球全体の半分以上がシンカーになった。

## 詳細情報

### 年度別投手成績
| 年 度    | 球 団    | 登 板 | 先 発 | 完 投 | 完 封 | 無 四 球 | 勝 利 | 敗 戦 | セ 丨 ブ | ホ 丨 ル ド | 勝 率 | 打 者 | 投 球 回 | 被 安 打 | 被 本 塁 打 | 与 四 球 | 敬 遠 | 与 死 球 | 奪 三 振 | 暴 投 | ボ 丨 ク | 失 点 | 自 責 点 | 防 御 率 | W H I P |
| -------- | -------- | ----- | ----- | ----- | ----- | -------- | ----- | ----- | -------- | ----------- | ----- | ----- | -------- | -------- | ----------- | -------- | ----- | -------- | -------- | ----- | -------- | ----- | -------- | -------- | ------- |
| 2005     | COL      | 22    | 0     | 0     | 0     | 0        | 2     | 1     | 0        | 2           | .667  | 111   | 24.2     | 26       | 0           | 13       | 0     | 1        | 10       | 2     | 0        | 12    | 10       | 3.65     | 1.58    |
| 2007     | COL      | 20    | 0     | 0     | 0     | 0        | 3     | 1     | 0        | 3           | .750  | 77    | 18.0     | 20       | 1           | 8        | 1     | 1        | 13       | 2     | 1        | 8     | 8        | 4.00     | 1.56    |
| 2008     | COL      | 43    | 0     | 0     | 0     | 0        | 2     | 1     | 0        | 3           | .667  | 217   | 51.0     | 52       | 3           | 18       | 2     | 4        | 33       | 2     | 0        | 23    | 23       | 4.06     | 1.37    |
| 2009     | COL      | 5     | 0     | 0     | 0     | 0        | 0     | 0     | 0        | 0           | ----  | 25    | 5.2      | 6        | 0           | 3        | 0     | 1        | 2        | 0     | 0        | 3     | 3        | 4.76     | 1.59    |
| 2011     | 楽天     | 30    | 0     | 0     | 0     | 0        | 1     | 4     | 8        | 3           | .200  | 123   | 29.1     | 29       | 3           | 7        | 1     | 3        | 27       | 0     | 0        | 16    | 15       | 4.60     | 1.23    |
| MLB：4年 | MLB：4年 | 90    | 0     | 0     | 0     | 0        | 7     | 3     | 0        | 8           | .700  | 430   | 99.1     | 104      | 4           | 42       | 3     | 7        | 58       | 6     | 1        | 46    | 44       | 3.99     | 1.47    |
| NPB：1年 | NPB：1年 | 30    | 0     | 0     | 0     | 0        | 1     | 4     | 8        | 3           | .200  | 123   | 29.1     | 29       | 3           | 7        | 1     | 3        | 27       | 0     | 0        | 16    | 15       | 4.60     | 1.23    |

- 2011年度シーズン終了時

### 記録
NPB
- 初登板・初セーブ：2011年4月12日、対千葉ロッテマリーンズ1回戦（QVCマリンフィールド）、9回裏1死に2番手で救援登板・完了、2/3回無失点
- 初奪三振：2011年4月16日、対オリックス・バファローズ2回戦（阪神甲子園球場）、9回表に後藤光尊から
- 初ホールド：2011年5月17日、対読売ジャイアンツ1回戦（日本製紙クリネックススタジアム宮城）、6回表に2番手で救援登板、1回無失点
- 初勝利：2011年5月21日、対東京ヤクルトスワローズ2回戦（日本製紙クリネックススタジアム宮城）、9回表2死に4番手で救援登板・完了、1/3回無失点

### 背番号
- 64 （2011年）